# Carpasia
Carpasia (łac. Diœcesis Carpasiensis) – stolica historycznej diecezji w Cesarstwie Rzymskim (prowincja Ciprus), współcześnie na Cyprze. Wzmianki o biskupach tej diecezji pochodzą z IV–V wieku. Od XVIII w. katolickie biskupstwo tytularne, wakujące od 1965.

## Biskupi tytularni
| Lp. | Biskup                          | Od                | Do                   |
| --- | ------------------------------- | ----------------- | -------------------- |
| 1   | Nicolas François Bonhomme       | 7 lutego 1729     | 29 października 1763 |
| 2   | Feliks Towiański OFMConv.       | 1 grudnia 1766    | 19 czerwca 1782      |
| 3   | Michael Anthony Fleming OFMRef. | 10 lipca 1829     | 4 czerwca 1847       |
| 4   | Giuseppe Luca Barranco OdeM     | 8 stycznia 1866   | 22 kwietnia 1866     |
| 5   | Stefano Scarella PIME           | 1 września 1882   | 21 września 1902     |
| 6   | Sándor Párvy                    | 27 marca 1903     | 25 czerwca 1904      |
| 7   | Manuel Rivera y Muñoz           | 14 listopada 1904 | 11 maja 1908         |
| 8   | Adamo Borghini                  | 13 stycznia 1909  | 4 czerwca 1913       |
| 9   | Eugène van Rechem               | 26 marca 1914     | 21 sierpnia 1943     |
| 10  | Pranciskus Ramanauskas          | 28 lutego 1944    | 15 października 1959 |
| 11  | Umberto Altomare                | 31 marca 1960     | 10 lipca 1962        |
| 12  | Enrico Dante                    | 28 sierpnia 1962  | 25 lutego 1965       |